# Marija Diptan

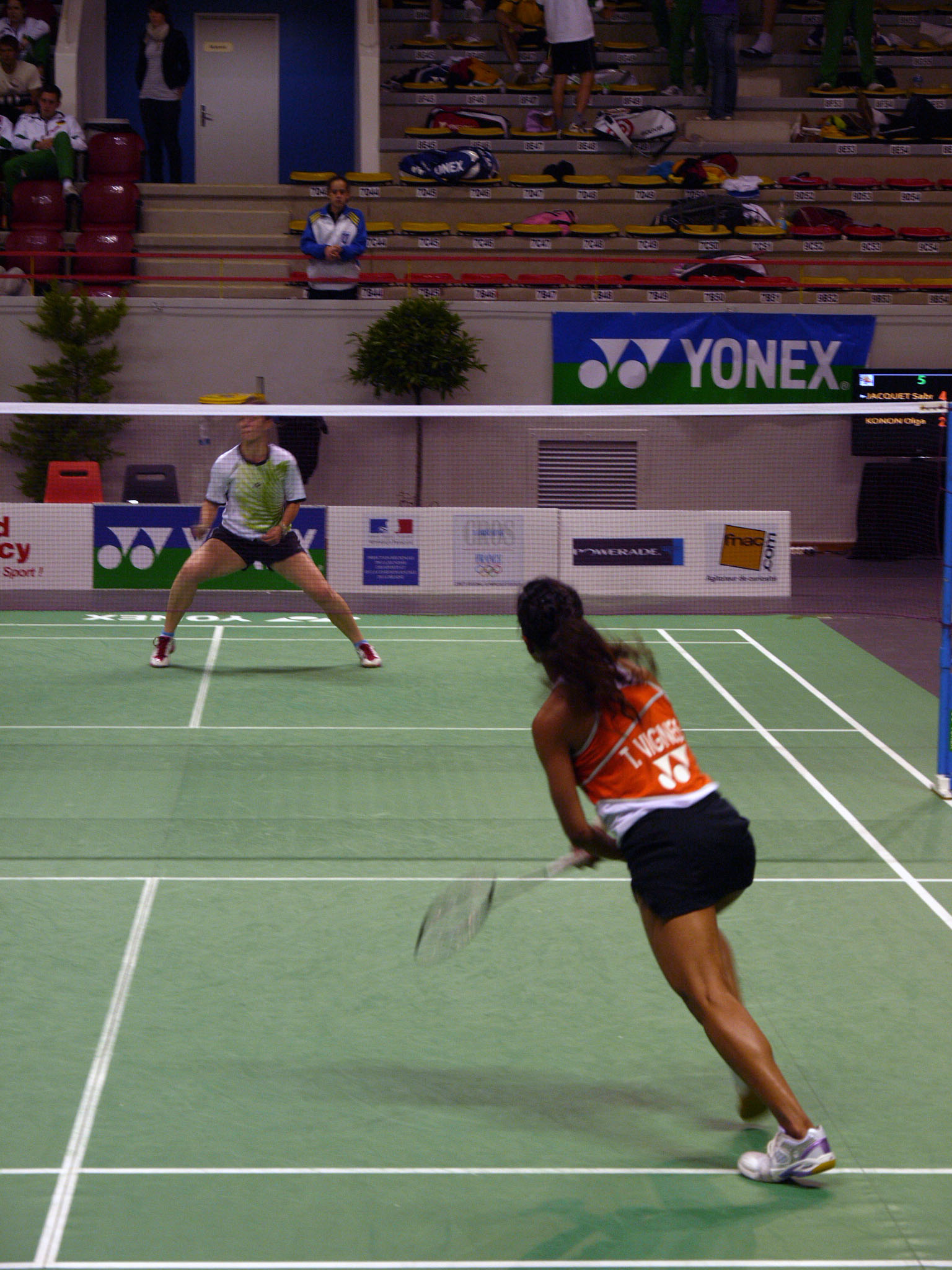
Maria Diptan (hinten) bei den Europäischen Hochschulmeisterschaften 2010.

Marija Stanislawiwna Diptan (ukrainisch Марія Станіславівна Діптан; geborene Mariya Martynenko; * 15. April 1988 in Charkow, englische Transkription Mariya Diptan) ist eine ukrainische Badmintonspielerin.

## Karriere
Mariya Diptan gewann bei den Europäischen Universitätsmeisterschaften 2009 eine Silbermedaille und holte 2010 eine Bronzemedaille. 2009 und 2010 wurde sie auch jeweils zweifache Titelträgerin bei den nationalen Meisterschaften im Mixed und im Dameneinzel.

## Sportliche Erfolge
| Saison | Veranstaltung                | Disziplin   | Platz | Name                            |
| ------ | ---------------------------- | ----------- | ----- | ------------------------------- |
| 2009   | Hochschuleuropameisterschaft | Dameneinzel | 2     | Mariya Diptan                   |
| 2009   | Ukrainische Meisterschaft    | Mixed       | 1     | Dmytro Zavadsky / Mariya Diptan |
| 2009   | Ukrainische Meisterschaft    | Dameneinzel | 1     | Mariya Diptan                   |
| 2010   | Ukrainische Meisterschaft    | Mixed       | 1     | Dmytro Zavadsky / Mariya Diptan |
| 2010   | Ukrainische Meisterschaft    | Dameneinzel | 1     | Mariya Diptan                   |
| 2010   | Weltmeisterschaft            | Mixed       | 17    | Dmytro Zavadsky / Mariya Diptan |
| 2010   | Hochschuleuropameisterschaft | Dameneinzel | 3     | Mariya Diptan                   |